# Вторичная катаракта
Вторичная катаракта – патологическое состояние, которое связано с помутнением и уплотнением капсулы хрусталика (чаще задней его части), приводящее к повторному, постепенному ухудшению зрения. Вторичная катаракта может возникать через месяц или через несколько лет после операции по удалению катаракты (капсула хрусталика во время операции по удалению катаракты по возможности сохраняется хирургом и используется, как место имплантации интраокулярной линзы). Вторичную катаракту из-за схожего названия и симптомов зачастую путают с собственно катарактой.
Симптомы вторичной катаракты:
- постепенное ухудшение зрения;
- постоянный туман перед оперированным глазом.

Необходимо помнить, что данные симптомы могут быть характерны и для других заболеваний.

## Лечение
Лечение проводится амбулаторно, под местной анестезией (капли). Применяется Nd:YAG лазер, с помощью которого формируется окно в помутневшей задней капсуле хрусталика, тем самым восстанавливается прозрачность оптических сред. Повторное вмешательство требуется крайне редко.